# ポール・リクール
ポール・リクール（Paul Ricoeur、1913年2月27日 - 2005年5月20日）は、20世紀フランスを代表する哲学者の一人。現象学、解釈学、修辞学、時間論、歴史哲学、宗教哲学、政治哲学などに業績を持つ。
物語論の代表的論者であり、主著に『時間と物語』がある。いわゆる大陸哲学の哲学者だが、分析哲学も扱った。

## 経歴
1913年、フランス南東部ヴァランス生まれ。幼くして両親を亡くす（父親は第一次大戦で戦死）。レンヌで幼少期を過ごし、レンヌ大学を経て、1934～1935年に戦災孤児のための奨学金を得てパリ・ソルボンヌ大学で学ぶ。ラシュリエとラニョーについての修士論文を提出。しかし、第二次大戦のために出征。ドイツ軍の捕虜となり、ポーランドの捕虜収容所で数年間拘留される。
戦後は、CNRSを経て、ジャン・イポリットの後任としてストラスブール大学助教授。また捕虜時代の仲間であった美学者M.デュフレンヌと共著でヤスパースについての研究書を出版。『意志的なものと非意志的なもの』を主論文、フッサール『イデーン』の仏訳を副論文として、国家博士号を取得。名実ともにフランスにおけるドイツ哲学研究の第一人者になる。1956年、パリ大学の哲学教授。1960年『過ちやすき人間』『悪の象徴系』。この頃、一時期デリダがリクールの助手を務めていた。
1965年『解釈について―フロイト試論』出版、ラカン派との激しい論争が起こる（ラカンはこれを契機にそれまで躊躇っていた『エクリ』（1966年）の公刊に踏み切った）。1968年5月革命の後にはパリ大学ナンテール校学長として同大学学生との折衝役を混乱のなか務めた。1969年、コレージュ・ド・フランスの教授に立候補するも、投票の結果、1970年にフーコーが選出される。
アメリカでも活動し、1973年からシカゴ大学神学部教授を併任。英米の言語哲学（いわゆる分析哲学）との相互影響が顕著になる。またシカゴ大学同僚の宗教学者エリアーデと交友。
1981年から1983年、主著『時間と物語』。「物語的自己同一性」（identite narrative）の概念を提示。「ヘーゲルを断念する」と述べ、相前後して刊行されたリオタール『ポストモダンの条件』と共に、思想界の一時代を画する仕事になった。歴史学のアナール学派第3世代の動向とも連動する。1990年『他者のような自己自身』。マイケル・ウォルツァーやハーバーマス、サンデルに論及した倫理学の重要著作を著した。
2000年『記憶、歴史、忘却』出版、歴史修正主義を論じ、デリダとの間で「赦し」(pardon)の観念をめぐって議論。ピエール・ノラ『記憶の場』に論及。『時間と物語』での歴史論を、さらに歴史書の著者と読者のあいだの解釈学的循環にまで具体化させた。
『記憶、歴史、忘却』執筆時に秘書（編集助手）を務めていたのは当時大学生のエマニュエル・マクロン（のちフランス大統領）である。

## 人物
シェーンベルクの音楽やジャクソン・ポロックの抽象絵画を好んだ。
スイユ社刊行の雑誌『Esprit』の編集に特にジャン＝マリー・ドムナック編集長時代に中心的に関わった。
2005年に自宅にて老衰のため死去。92歳。

## 受賞・栄典
- 1985年：ヘーゲル賞受賞。
- 1989年：ヤスパース賞受賞。
- 1999年：バルザン賞受賞。
- 2000年：京都賞思想・芸術部門受賞。

## 哲学
日本においても、多くの研究者により、彼の哲学の研究が進められている。

## 著作
- (avec Mikel Dufrenne): Karl Jaspers et la philosophie de l'existence, Le Seuil, 1947.
ミケル・デュフレンヌ共著、佐藤真理人訳『カール・ヤスパースと実存哲学』月曜社、2013年
- Gabriel Marcel et Karl Jaspers. Philosophie du mystère et philosophie du paradoxe, Le Seuil, 1948.
- Philosophie de la volonté. Tome I : Le volontaire et l'involontaire, Aubier, 1950.
［1］滝浦静雄、箱石匡行、竹内修身訳『決意すること』紀伊國屋書店、1993年
［2］滝浦静雄、中村文郎、竹内修身訳『行動すること』紀伊國屋書店、1995年
［3］滝浦静雄、中村文郎、竹内修身訳『同意すること』紀伊國屋書店、1995年
- Histoire et vérité, Le Seuil, 1955.
- Philosophie de la volonté. Tome II : Finitude et culpabilité, Aubier, 2 volumes, 1960.
- De l'interprétation. Essai surFreud, Le Seuil, 1965.
久米博訳『フロイトを読む――解釈学試論』新曜社、1982年
- Entretiens avec Gabriel Marcel, Aubier, 1968.
- Le Conflit des interprétations. Essais d'herméneutique I, Le Seuil, 1969.
- La Métaphore vive, Le Seuil, 1975.
久米博訳『生きた隠喩』岩波書店、1984年；［再刊］2006年
- Temps et récit. Tome I : L'intrigue et le récit historique, Le Seuil, 1983.
久米博訳『物語と時間性の循環――歴史と物語』新曜社、1987年；［再刊］2004年
- Temps et récit. Tome II : La configuration dans le récit de fiction, Le Seuil, .
久米博訳『フィクション物語における時間の統合形象化』新曜社、1988年；［再刊］2004年
- Temps et récit. Tome III : Le temps raconté, Le Seuil, 1985.
久米博訳『物語られる時間』新曜社、1990年；［再刊］2004年
- Du texte à l'action. Essais d'herméneutique II, Le Seuil, 1986.
- À l'école de la phénoménologie, Vrin, 1986.
- Le mal. Un défi à la philosophie et à la théologie, Labor & Fides, 1986.
- Soi-même comme un autre, Le Seuil, 1990.
久米博訳『他者のような自己自身』法政大学出版局、1996年
- Réflexion faite. Autobiographie intellectuelle, Esprit, 1995.
- La Critique et la Conviction. Entretiens avec François Azouvi et Marc de Launay, Calmann-Lévy, 1995.
- Le juste, I, Esprit, 1995.
久米博訳『正義をこえて』法政大学出版局、2007年
- L'idéologie et l'utopie, Le Seuil, 1997.
ジョージ・H.テイラー編、川崎惣一訳『イデオロギーとユートピア――社会的想像力をめぐる講義』新曜社、2011年
- Amour et justice, PUF, 1997.
久米博、小野文、小林玲子訳『愛と正義』新教出版社、2014年
- Autrement. Lecture d’Autrement qu'être ou Au-delà de l'essence d’Emmanuel Levinas, PUF 1997.
関根小織訳『別様に――『エマニュエル・レヴィナスの『存在するとは別様に、または存在の彼方へ』を読む』現代思潮新社、2014年
- (avec Jean-Pierre Changeux): Ce qui nous fait penser, Odile Jacob, 1998.
J‐P・シャンジュー共著、合田正人、三浦直希訳『脳と心』みすず書房、2008年
- (avec André LaCocque): Penser la Bible, Le Seuil, 1998.
- Lectures. Tome I : Autour du politique, Seuil , 1999 ISBN 2-02-036488-3 ; ISBN 978-2-02-036488-1
合田正人訳『レクチュール――政治的なものをめぐって』みすず書房、2009年
- Lectures. Tome II : La contrée des philosophes, Seuil , 1999 ISBN 2-02-038980-0 ; ISBN 978-2-02-038980-8
- Lectures. Tome III : Aux frontières de la philosophie, Seuil , 1999 ISBN 2-02-085502-X ; ISBN 978-2-02-085502-0
- La mémoire, l'histoire, l'oubli, Le Seuil, 2000.
久米博訳『記憶・歴史・忘却』新曜社、［上］2004年、［下］2005年
- L'herméneutique biblique, Le Cerf, 2000.
- Le juste, II, Esprit, 2001.
久米博、越門勝彦訳『道徳から応用倫理へ』法政大学出版局、2013年
- Parcours de la reconnaissance. Trois études, Stock, 2004.
川崎惣一訳『承認の行程』法政大学出版局、2006年
- Sur la traduction, Bayard, 2004.
- Écrits et conférences. Tome I : Autour de la psychanalyse, Seuil, 2008.
- Écrits et conférences. Tome II : Herméneutique, Seuil, 2010.
- 植島啓司、佐々木陽太郎訳『悪のシンボリズム』溪声社、1977年
- 久重忠夫訳『人間この過ちやすきもの―有限性と有罪性』以文社、1978年
- 久米博、清水誠、久重忠夫訳『解釈の革新』白水社、1978年；［新装復刊版］2005年
- ガブリエル・マルセル共著、三嶋唯義訳『〈対話〉マルセルとリクール』行路社、1979年
- 一戸とおる訳『悪の神話』渓声社、1980年
- 坂本賢三、村上陽一郎、中村雄二郎、土屋恵一郎訳『現代の哲学Ⅰ』岩波書店、1982年
- 坂部恵、今村仁司、久重忠夫訳『現代の哲学Ⅱ』岩波書店、1982年
- 久米博、佐々木啓訳『リクール 聖書解釈学』ヨルダン社、1995年
- 久米博訳『死まで生き生きと――死と復活についての省察と断章』新教出版社、2010年